# Вежа гоблінів
«Вежа гоблінів» (англ. The Goblin Tower) — роман жанру героїчного фентезі Лайона Спрег де Кемпа, що вперше вийшов 1968 року у видавництві Pyramid Books. Перша книга «Новарійської серії», перша книга трилогії «Мимовільний король».

## Зміст
Моток мотузки
Королівство Ксілар, одне з дванадцяти міст-держав Новарії, має особливий звичай вибору своїх королів, кожен з яких править п'ятирічний термін. Наприкінці цього періоду йому відрізають голову на площі перед зібранням іноземців, а голову кидають у натовп. Чоловік, який зловив голову, стає наступним королем. Останнім бенефіціаром/жертвою цієї традиції є Джоріан із Кортолі, могутній і розумний юнак, син годинникаря.
Він пробував себе у різних професіях, але ще не зупинив свій вибір на певному занятті. Він має багато чеснот, а серед його недоліків є балакучість і слабкість до алкоголю та жінок. 
Відслуживши свій термін короля, який характеризувався великими досягненнями так і різносторонньою особистою підготовкою до життя повного пригод, він вирішив обдурити долю.
За допомогою малванського мага Карадура, він відволікши натовп, тікає вверх по магічній мотузці у паралельний «Потойбічний світ», який знаходиться на висоті 30 футів над землею. Це виявляється наш сучасний світ, в якому перевтілюються душі новарців. Там він повинен переміститись на певну відстань у заданому напрямку і повернутись по мотузці вниз. Протягом цього він переживає неприємні моменти перетину швидкісного шосе і зустрічі з поліціянтом у патрульній машині. 
Меч Його Незаконнонародженої Високості
Повернувшись в основний світ посеред болота, він зустрічається з Карадуром, якому зобов'язаний викрасти скриньку Авлена, легендарне сховище стародавніх магічних рукописів. Карадур є членом фракції «Альтруісти» гільдії чаклунів, яка себе називає «Сили прогресу». І ці рукописи необхідні його фракції.
Карадур направляє його переховуватись до коваля-чаклуна Рітоса. Там він знайомиться з його рабинею німфоманкою Ванорою. На її прохання він випускає з клітки мавпо-людину Зора, призначеного для жертви при виготовленні магічного меча Рандіра. Розлючений Рітос, закриває його в клітці замість Зора.
Джоріан і Ванора вбивають виснаженого, після використання ковальських заклять, Рітоса та його фамільяра Іксуса — демона з четвертого світу у тілі гігантської білки.
«Срібний Дракон»
Джоріан і Ванора втікають від лісовиків друзів Рітоса у місто-державу Отоманія. Де у трактирі «Срібний Дракон» Ванора кидає його заради викидайла Босо.
Джоріан зустрічається з Карадуром і його колегою Гоанією. Гоанія наймає Ванору та Босо.
Джоріан і Карадур направляються у Віндію до чаклуна Порекса, він обмінює їх монети, оскільки виявляється, що володіти іноземними валютами в цьому місті незаконно. Порекс обманює і залишає їх із зачарованими свинцевими монетами.
Для пошуку Порекса на маскараді, Карадур начакловує вогонь, світло якого робить маски прозорими. Однак вогонь розкриває їх самих перед переслідувачами Джоріана, агентами Ксілара.
Джоріан і Карадур втікають з міста на торговому судні.
Замок сокири
Корабель доставляє на острів «Замок сокири», де живе громада катів-пенсіонерів, молодих рабинь.
Джоріан виявляє, що їх мають стратити у змаганнях і використавши «пил розбрату» Гоанії, викрадає їх та частину скарбниці.
Крилатий трон
Корабель прибуває в Янарет столицю Мульванії, де Джоріан тратить гроші на представлення врятованих дівчат королевою Альгарта зі свитою у вигнанні. Вони отримують аудієнцію у короля Шайю, а потім і запрошення на бал. Джоріан відправляє дівчат з країни, а сам із Карадуром готуються до викрадення скриньки.
Принцеса-змія
Джоріан змінює логіку годинника, який управляє закриванням міських воріт на ніч.
На балу Джоріану доводиться танцювати, фехтувати і розважати гостей. Він завойовує прихильність людино-змії принцеси Яргалі, яка запрошує його у свою вежу на перевірку чоловічих здібностей.
Джоріан знаходить скриньку під ліжком принцеси і втікає через вікно по магічній мотузці.
Руїни у джунглях
Джоріан і Карадур втікають через джунглі Комілах, їх переслідує варта із слонами-винюхувачами.
Коли у Карадура закінчується пил, який збиває зі сліду, він вирішує його приготувати.
Але від нестачі компонентів, він створює смердючий пил.
Вони відбиваються від переслідувачів і втікають в руїни міста Кулбагарх.
Джоріан знаходить статуетку третьосортного бога Тваші, і стає його першим і єдиним за багато років послідовником.
Тваша допомагає збивати переслідувачів зі сліду.
Однієї ночі їх сонних беруть у полон мавпо-люди, яким допомагає могутній бог Марагонг.
Від принесення у жертву їх рятує вдячний Джоріану Зор.
Море ковили
Через море Сихона вони повертаються на Північний континент і направляються на захід у швенське портове місто Істхойн. Там їх підступно бере у полон хан Вілімір і відправляє Джоріана в Ксілар заради отримання нагороди.
По дорозі в Ксілар Джоріан присипляє пильність вартових своїми нескінченними історіями і втікає до міста-держави Тарксії. Там у них з Карадуром була запланована зупинка у «альтруїста» Вальдоніуса.
Смарагдове божество
У домі Вальдоніуса він зустрічає Карадура. Вальдоніус умовляє їх викрасти двометрову смарагдову статую бога-жаби Горголора. Однак Карадур вчергове помиляється із закляттям, і замість зменшення, вони оживляють статую.
Безлика п'ятірка
Джоріан з Карадуром прибувають на конклав магів (який де Кемп сатирично описує як науковий симпозіум) у Вежі Гоблінів місті-державі Метуро. Вежа побудована зі справжніх гоблінів, перетворених на камінь магією.
Башта гоблінів
Джоріан зустрічає Ванору та Босо, які служать у Гоанії.
Карадур наївно віддає скриню Авлена керівнику своєї фракції Форко, але той вирішує використати її для захоплення влади. Форко знаходить в скрині потужне закляття, яке зруйнує блокування магії всередині Вежі.
Одночасно ревнивий Босо вирішує вбити Джоріана та Ванору.
Використання закляття також скасовує магію перетворення гоблінів у каміння.
Вежа руйнується, а гобліни втікають у свій дев'ятий світ.
Головні герої рятуються, але залишаються без речей.
Результат особливо засмучує Джоріана, він розраховував на допомогу Карадура в досягненні своєї кінцевої мети — порятунку із Ксілара його улюбленої дружини Естрільдіс, з якою він сподівався оселитися у своєму рідному місті Кортолі.
У кінці роману він починає з нуля: щоб заробити початкові кошти, він розповідає історії на вулиці.